# Кастелино (Алесандрија)
Кастелино (итал. Castellino) је насеље у Италији у округу Алесандрија, региону Пијемонт.
Према процени из 2011. у насељу је живело 30 становника. Насеље се налази на надморској висини од 108 м.